# Bernard Woringer
Bernard Jean-Pierre Woringer (Strasburgo, 4 ottobre 1931 – Puteaux, 22 maggio 2014) è stato un attore francese.

## Biografia
Bernard Woringer nacque il 4 ottobre 1931 a Strasburgo.
Dopo aver esordito come attore nel 1958 nel film Chéri, fais-moi peur, è stato dal 1958 al 1960 membro de la Comédie-Française. Nel 1961 ha interpretato il ruolo di Porthos nei film I tre moschettieri e La vendetta dei moschettieri, entrambi diretti da Bernard Borderie. Nel 1964 il regista lo sceglierà nuovamente per interpretare il ruolo di Bernard D'Andijos, l'amico di Jeoffrey de Peyrac, in Angelica, primo film della serie tratta dai romanzi di Anne e Serge Golon.
Nel 1967 ha recitato ad Hollywood nella produzione Disney Scimmie, tornatevene a casa. Sul finire degli anni '60 ha recitato anche in La pazza di Chaillot e, non accreditato, in Il clan dei siciliani.
Dopo una pausa è tornato a recitare negli anni settanta.
Per la televisione ha recitato in diverse serie televisive come L'Europe en chantant, Anna, giorno dopo giorno, Le petit théâtre d'Antenne 2, Big Man, Il commissario Cordier, Julie Lescaut, Alice Nevers - Professione giudice.
È morto a Puteaux, il 22 maggio 2014 di cancro.

## Filmografia

### Cinema
- Chéri, fais-moi peur, regia di Jacques Pinoteau (1958)
- Les amours de Paris, regia di Jacques Poitrenaud (1961)
- I tre moschettieri (Les trois mousquetaires: Première époque - Les ferrets de la reine), regia di Bernard Borderie (1961)
- La vendetta dei moschettieri (Les trois mousquetaires: La vengeance de Milady), regia di Bernard Borderie (1961)
- Pourquoi Paris?, regia di Denys de La Patellière (1962)
- Angelica (Angélique, Marquise des Anges), regia di Bernard Borderie (1964)
- Scimmie, tornatevene a casa (Monkeys, Go Home!), regia di Andrew V. McLaglen (1967)
- La pazza di Chaillot (The Madwoman of Chaillot), regia di Bryan Forbes (1969)
- Il clan dei siciliani (Le clan des siciliens), regia di Henri Verneuil (1969) non accreditato
- Les seize ans de Jérémy Millet, regia di Dominique Maillet - cortometraggio (1978)
- Le gagnant, regia di Christian Gion (1979)
- Enigma - Il codice dell'assassino (Enigma), regia di Jeannot Szwarc (1982)
- Mon cher sujet, regia di Anne-Marie Miéville (1988)
- Police, ouvrez!, regia di Elliott Covrigaru - cortometraggio (2013)

### Televisione
- Notre petite ville, regia di Marcel Bluwal – film TV (1959)
- La mort de Pompée, regia di Maurice Cazeneuve – film TV (1961)
- Marceau ou Les enfants de la république, regia di René Lucot – film TV (1961)
- Le théâtre de la jeunesse – serie TV, 1 episodio (1961)
- L'histoire dépasse la fiction – serie TV, 1 episodio (1961)
- Un mauvais jour, regia di Marcel Bluwal – film TV (1962)
- La belle et son fantôme – serie TV, 2 episodi (1962)
- Passe-temps, regia di François Chatel – film TV (1962)
- Les trois Henry, regia di Abder Isker – film TV (1962)
- La lettre dans un taxi, regia di François Chatel e Louise de Vilmorin – film TV (1962)
- L'Europe en chantant – serie TV, 3 episodi (1962-1963)
- Les cinq dernières minutes – serie TV, 1 episodio (1964)
- Vergalade, regia di François Chatel – film TV (1965)
- Mésentente cordiale – serie TV (1966)
- L'amour en papier, regia di François Chatel – film TV (1966)
- L'abandon, regia di Léonard Keigel – film TV (1967)
- Meurtre en sourdine, regia di Gilbert Pineau – film TV (1967)
- Donaug'schichten – serie TV, 4 episodi (1968-1969)
- Au théâtre ce soir – serie TV, 2 episodi (1969-1980)
- Disneyland – serie TV, 2 episodi (1970) filmati d'archivio
- Anna, giorno dopo giorno (Anne, jour après jour) – serie TV, 30 episodi (1976)
- L'inspecteur mène l'enquête – serie TV, 1 episodio (1978)
- Le petit théâtre d'Antenne 2 – serie TV, 1 episodio (1978)
- Le mutant, regia di Bernard Toublanc-Michel – miniserie TV (1978)
- Le vérificateur – serie TV, 1 episodio (1979)
- Il y a plusieurs locataires à l'adresse indiquée – serie TV, 1 episodio (1979)
- Messieurs les jurés – serie TV, 1 episodio (1979)
- Les aventures d'Yvon Dikkebusch, regia di Maurice Failevic – film TV (1980)
- Martine Verdier, regia di Bernard Toublanc-Michel – miniserie TV (1981)
- Marie-Marie, regia di François Chatel – miniserie TV (1981)
- Rue Carnot – serie TV (1984)
- Quella sporca dozzina: Missione speciale (Dirty Dozen: The Deadly Mission), regia di Lee H. Katzin – film TV (1987)
- Big Man – serie TV, 1 episodio (1988)
- Nouvelles de Marcel Aymé – serie TV, 1 episodio (1991)
- Il commissario Cordier (Les Cordier, juge et flic) – serie TV, 2 episodi (1994-1995)
- Julie Lescaut – serie TV, 1 episodio (2000)
- Alice Nevers - Professione giudice (Le juge est une femme) – serie TV, 1 episodio (2000)
- François Kléber – serie TV, 1 episodio (2000)

## Doppiaggio
- I miserabili (Les Misérables) – serie TV d'animazione (1992)
- Atlantis: Segreti d'un mondo perduto (Atlantis: The Lost Tales) – videogioco (1997)
- Diabolik – serie TV d'animazione, 26 episodi (1997-2000)

## Doppiatori italiani
Nelle versioni in italiano delle opere in cui ha recitato, Bernard Woringer è stato doppiato da:
- Glauco Onorato in I tre moschettieri
- Pino Locchi in Angelica
- Michele Gammino in Scimmie, tornatevene a casa
- Sergio Tedesco in Big Man